# Фрідріх Агарц
Фрідріх Агарц (нім. Friedrich Agartz) — президент Імперської поштової служби Саарбрюккена. Кавалер Лицарського хреста Хреста Воєнних заслуг з мечами.

## Нагороди[1]
- Хрест Воєнних заслуг 2-го і 1-го класу з мечами
- Лицарський хрест Хреста Воєнних заслуг з мечами (21 лютого 1945)